# NGC 4980
NGC 4980 est une galaxie spirale intermédiaire (barrée ?) située dans la constellation de l'Hydre. Sa vitesse par rapport au fond diffus cosmologique est de 1 733 ± 21 km/s, ce qui correspond à une distance de Hubble de 25,6 ± 1,8 Mpc (∼83,5 millions d'al). NGC 4980 a été découverte par l'astronome britannique John Herschel en 1835.
On ne voit pas clairement sur les images prises par le télescope spatial Hubble et par le relevé Pan-STARRS une barre au centre de cette galaxie. La classification de spirale intermédiaire par la base de données NASA/IPAC semble mieux décrire cette galaxie.

NGC 4980 par le télescope spatial Hubble.

NGC 4980 présente une large raie HI et renferme des régions d'hydrogène ionisé.
À ce jour, quatre mesures non basées sur le décalage vers le rouge (redshift) donnent une distance de 17,000 ± 0,141 Mpc (∼55,4 millions d'al), ce qui est à l'extérieur des valeurs de la distance de Hubble. Puisque cette galaxie est relativement rapprochée du Groupe local, cette distance est peut-être plus près de sa distance réelle que la distance de Hubble. Notons que c'est avec la valeur moyenne des mesures indépendantes, lorsqu'elles existent, que la base de données NASA/IPAC calcule le diamètre d'une galaxie.